# Fărău (gmina)
Fărău – gmina w Rumunii, w okręgu Alba. Obejmuje miejscowości Fărău, Heria, Medveș, Sânbenedic i Șilea. W 2011 roku liczyła 1569 mieszkańców.

## Demografia
Skład etniczny według spisu z 2011 roku:
- Rumuni – 1093 (69,66 %)
- Węgrzy – 348 (22,18 %)
- Romowie – 69 (4,40 %)
- nieokreślona przynależność – 58 (3,70 %)